# (21357) Davidying
(21357) Davidying est un astéroïde de la ceinture principale.

## Description
(21357) Davidying est un astéroïde de la ceinture principale. Il fut découvert le 31 mars 1997 à Socorro (Nouveau-Mexique) par le projet LINEAR. Il présente une orbite caractérisée par un demi-grand axe de 2,88 UA, une excentricité de 0,01 et une inclinaison de 1,1° par rapport à l'écliptique.

## Compléments